# Copa Libertadores 1980
Navigation
Édition précédente Édition suivante
La Copa Libertadores 1980 est la 21e édition de la Copa Libertadores. Le club vainqueur de la compétition est désigné champion d'Amérique du Sud 1980 et se qualifie pour la Coupe intercontinentale 1980 et la Copa Interamericana 1980.
C'est la formation uruguayenne du Club Nacional de Football qui s'impose cette année après avoir disposé en finale des Brésiliens du Sport Club Internacional. Le Nacional est sacré pour la deuxième fois et permet à l'Uruguay de remporter un trophée après neuf ans d'attente. Le SC Internacional dispute quant à lui sa première finale continentale. Waldemar Victorino du Nacional est sacré meilleur buteur de la compétition avec six réalisations.
La compétition conserve le même format que lors de l'édition précédente : les vingt équipes engagées sont réparties en cinq poules (avec pour chaque poule deux clubs de deux pays). Seul le premier de chaque groupe accède au deuxième tour, qui remplace les demi-finales, où ils sont rejoints par le tenant du titre. Deux poules de trois sont formées et le meilleur de chaque poule se qualifie pour la finale, jouée en matchs aller-retour, avec un match d'appui éventuel en cas d'égalité sur les deux rencontres.
Pour la première fois depuis 1971, les six équipes disputant le second tour viennent de six pays différents. À noter le parcours insolite de l'América Cali lors de cette phase : auteur de quatre matchs nuls 0-0 lors des quatre rencontres qu'elle a à jouer, elle est éliminée sans prendre un seul but.

## Clubs engagés
- Club Olimpia - Tenant du titre et Champion du Paraguay 1979
- Club Atlético River Plate - Vainqueur des tournois Metropolitano et Nacional 1979
- Club Atlético Vélez Sarsfield - Vainqueur du barrage pré-Libertadores 1979
- Oriente Petrolero - Champion de Bolivie 1979
- The Strongest La Paz - Vice-champion de Bolivie 1979
- Sport Club Internacional - Champion du Brésil 1979
- Club de Regatas Vasco da Gama - Vice-champion du Brésil 1979
- CSD Colo-Colo - Champion du Chili 1979
- Club Deportivo O'Higgins - Vainqueur de la Liguilla pré-Libertadores 1979
- Corporación Deportiva América Cali - Champion de Colombie 1979
- Club Independiente Santa Fe - Vice-champion de Colombie 1979
- Club Sport Emelec - Champion d'Équateur 1979
- Club Deportivo Universidad Católica del Ecuador - Vice-champion d'Équateur 1979
- Club Sol de América - Vice-champion du Paraguay 1979
- Cerro Porteño - 3e du championnat du Paraguay 1979
- Club Sporting Cristal - Champion du Pérou 1979
- Club Atlético Chalaco - Vice-champion du Pérou 1979
- Defensor Sporting Club - 1er de la Liguilla pré-Libertadores 1979
- Club Nacional de Football - 2e de la Liguilla pré-Libertadores 1979
- Deportivo Táchira FC - Champion du Venezuela 1979
- Deportivo Galicia - Vice-champion du Venezuela 1979

### Premier tour
| Rang | Équipe                        | Pts | J | G | N | P | Bp | Bc | Diff |  | Résultats (▼ dom., ► ext.)    | Vél | RPl | Cri | Cha |
| ---- | ----------------------------- | --- | - | - | - | - | -- | -- | ---- |  | ----------------------------- | --- | --- | --- | --- |
| 1    | Club Atlético Vélez Sarsfield | 10  | 6 | 4 | 2 | 0 | 10 | 2  | +8   |  | Club Atlético Vélez Sarsfield |     | 0-0 | 2-0 | 5-2 |
| 2    | Club Atlético River Plate     | 10  | 6 | 4 | 2 | 0 | 10 | 3  | +7   |  | Club Atlético River Plate     | 0-0 |     | 3-2 | 3-0 |
| 3    | Club Sporting Cristal         | 3   | 6 | 1 | 1 | 4 | 5  | 8  | -3   |  | Club Sporting Cristal         | 0-1 | 1-2 |     | 0-0 |
| 4    | Club Atlético Chalaco         | 1   | 6 | 0 | 1 | 5 | 2  | 14 | -12  |  | Club Atlético Chalaco         | 0-2 | 0-2 | 0-2 |     |

| Match d'appui pour la 1re place | Club Atlético Vélez Sarsfield | 1 - 1 | Club Atlético River Plate | Avellaneda |  |
| 8 mai 1980                      | Damiano                       |       | R.Diaz                    |            |  |

- Vélez Sarsfield se classe premier grâce à une meilleure différence de buts générale.

| Rang | Équipe                    | Pts | J | G | N | P | Bp | Bc | Diff |  | Résultats (▼ dom., ► ext.) | Nac | Str | Def | Ori |
| ---- | ------------------------- | --- | - | - | - | - | -- | -- | ---- |  | -------------------------- | --- | --- | --- | --- |
| 1    | Club Nacional de Football | 10  | 6 | 5 | 0 | 1 | 14 | 4  | +10  |  | Club Nacional de Football  |     | 2-0 | 1-0 | 5-0 |
| 2    | The Strongest La Paz      | 7   | 6 | 3 | 1 | 2 | 9  | 6  | +3   |  | The Strongest La Paz       | 3-0 |     | 2-0 | 3-2 |
| 3    | Defensor Sporting Club    | 4   | 6 | 1 | 2 | 3 | 3  | 8  | -5   |  | Defensor Sporting Club     | 0-3 | 1-1 |     | 1-1 |
| 4    | Oriente Petrolero         | 3   | 6 | 1 | 1 | 4 | 5  | 13 | -8   |  | Oriente Petrolero          | 1-3 | 1-0 | 0-1 |     |

| Rang | Équipe                   | Pts | J | G | N | P | Bp | Bc | Diff |  | Résultats (▼ dom., ► ext.) | Int | Vas | Gal | Tac |
| ---- | ------------------------ | --- | - | - | - | - | -- | -- | ---- |  | -------------------------- | --- | --- | --- | --- |
| 1    | Sport Club Internacional | 9   | 6 | 4 | 1 | 1 | 10 | 3  | +7   |  | Sport Club Internacional   |     | 2-1 | 2-0 | 4-0 |
| 2    | CR Vasco da Gama         | 8   | 6 | 3 | 2 | 1 | 7  | 2  | +5   |  | CR Vasco da Gama           | 0-0 |     | 2-0 | 4-0 |
| 3    | Deportivo Galicia        | 7   | 6 | 3 | 1 | 2 | 4  | 7  | -3   |  | Deportivo Galicia          | 2-1 | 0-0 |     | 1-0 |
| 4    | Deportivo Táchira FC     | 0   | 6 | 0 | 0 | 6 | 0  | 9  | -9   |  | Deportivo Táchira FC       | 0-1 | 0-1 | 0-1 |     |

| Rang | Équipe                      | Pts | J | G | N | P | Bp | Bc | Diff |  | Résultats (▼ dom., ► ext.)  | ACa | UCa | SFe | Eme |
| ---- | --------------------------- | --- | - | - | - | - | -- | -- | ---- |  | --------------------------- | --- | --- | --- | --- |
| 1    | America de Cali             | 9   | 6 | 4 | 1 | 1 | 11 | 7  | +4   |  | America de Cali             |     | 1-0 | 1-0 | 4-1 |
| 2    | CDU Católica                | 6   | 6 | 3 | 0 | 3 | 10 | 5  | +5   |  | CDU Católica                | 4-2 |     | 1-0 | 5-0 |
| 3    | Club Independiente Santa Fe | 5   | 6 | 2 | 1 | 3 | 5  | 5  | 0    |  | Club Independiente Santa Fe | 1-1 | 1-0 |     | 1-2 |
| 4    | Club Sport Emelec           | 4   | 6 | 2 | 0 | 4 | 5  | 14 | -9   |  | Club Sport Emelec           | 1-2 | 1-0 | 0-2 |     |

| Rang | Équipe                   | Pts | J | G | N | P | Bp | Bc | Diff |  | Résultats (▼ dom., ► ext.) | Hig | CPo | Col | SAm |
| ---- | ------------------------ | --- | - | - | - | - | -- | -- | ---- |  | -------------------------- | --- | --- | --- | --- |
| 1    | Club Deportivo O'Higgins | 6   | 6 | 2 | 2 | 2 | 8  | 6  | +2   |  | Club Deportivo O'Higgins   |     | 0-0 | 1-3 | 2-0 |
| 2    | Cerro Porteño            | 6   | 6 | 2 | 2 | 2 | 8  | 7  | +1   |  | Cerro Porteño              | 1-0 |     | 5-3 | 0-0 |
| 3    | CSD Colo-Colo            | 6   | 6 | 2 | 2 | 2 | 11 | 11 | 0    |  | CSD Colo-Colo              | 1-1 | 2-1 |     | 1-1 |
| 4    | Club Sol de América      | 6   | 6 | 2 | 2 | 2 | 6  | 9  | -3   |  | Club Sol de América        | 1-4 | 2-1 | 2-1 |     |

- Club Deportivo O'Higgins se classe premier grâce à une meilleure différence de buts générale.

### Deuxième tour
| Rang | Équipe                        | Pts | J | G | N | P | Bp | Bc | Diff |  | Résultats (▼ dom., ► ext.)    | Int | ACa | Vél |
| ---- | ----------------------------- | --- | - | - | - | - | -- | -- | ---- |  | ----------------------------- | --- | --- | --- |
| 1    | Sport Club Internacional      | 6   | 4 | 2 | 2 | 0 | 4  | 1  | +3   |  | Sport Club Internacional      |     | 0-0 | 3-1 |
| 2    | America de Cali               | 4   | 4 | 0 | 4 | 0 | 0  | 0  | 0    |  | America de Cali               | 0-0 |     | 0-0 |
| 3    | Club Atlético Vélez Sarsfield | 2   | 4 | 0 | 2 | 2 | 1  | 4  | -3   |  | Club Atlético Vélez Sarsfield | 0-1 | 0-0 |     |

| Rang | Équipe                    | Pts | J | G | N | P | Bp | Bc | Diff |  | Résultats (▼ dom., ► ext.) | Nac | Oli | Hig |
| ---- | ------------------------- | --- | - | - | - | - | -- | -- | ---- |  | -------------------------- | --- | --- | --- |
| 1    | Club Nacional de Football | 7   | 4 | 3 | 1 | 0 | 5  | 1  | +4   |  | Club Nacional de Football  |     | 1-1 | 2-0 |
| 2    | Club OlimpiaT             | 4   | 4 | 2 | 1 | 1 | 4  | 2  | +2   |  | Club Olimpia               | 0-1 |     | 2-0 |
| 3    | Club Deportivo O'Higgins  | 0   | 4 | 0 | 0 | 4 | 0  | 6  | -6   |  | Club Deportivo O'Higgins   | 0-1 | 0-1 |     |

### Finale
| 30 juillet 1980 | Sport Club Internacional | 0 – 0 | Club Nacional de Football | Stade Beira-Rio, Porto Alegre                         |
|                 |                          |       |                           | Spectateurs : 70 000 Arbitrage : Jorge Eduardo Romero |

| 6 août 1980 | Club Nacional de Football | 1 – 0 | Sport Club Internacional | Stade Centenario, Montevideo                 |                                              |
|             | Victorino 34e             |       |                          | Spectateurs : 68 000 Arbitrage : Edson Perez | Spectateurs : 68 000 Arbitrage : Edson Perez |

| Vainqueur de la Copa Libertadores 1980   |
| ---------------------------------------- |
| Club Nacional de Football Deuxième titre |